# Курмаєв Петро Юрійович
Курмаєв Петро Юрійович (нар. 15 вересня 1979, м. Умань, Черкаська область, УРСР) — український науковець, доцент, доктор економічних наук, екс-виконувач обов'язки ректора Уманського державного педагогічного університету імені Павла Тичини, екс-виконувач обов'язків проректора з інноваційних досліджень та європейської інтеграції Уманського державного педагогічного університету імені Павла Тичини.

## Біографія
Народився 15 вересня 1979 року в м. Умань Черкаської області.
У 2001 році закінчив Уманський державний педагогічний університет імені Павла Тичини  за спеціальністю «Фінанси».
У 2004 році захистив дисертацію на здобуття наукового ступеня кандидата економічних наук, у 2012 році – доктора економічних наук. З жовтня 2015 року – доктор наук економічних (Польща).
Входить до складу спеціалізованої вченої ради Чернігівського національного технологічного університету.
Коло наукових інтересів охоплює проблематику функціонування цифрової економіки та економіки освіти.
Нагороджений Почесною грамотою Міністерства освіти і науки, молоді та спорту України (2011 р.), лауреат премії Черкаської обласної ради за розробку конкурентоспроможних інноваційних технологій та стимулювання їх впровадження у виробництво на підприємствах області та України (2011 р.).